# Montana Highway 200
Der Montana Highway 200 (kurz: MT 200) ist eine 707 Meilen (oder 1132 km) lange und in Ost-West-Richtung verlaufende State Route im US-Bundesstaat Montana.

## Allgemeines
Der Montana Highway 200 ist der in Montana verlaufende Teil des 1377 Meilen (2203 km) langen United States Highway 200, der in Duluth (Minnesota) beginnt in westlicher Richtung durch Minnesota, North Dakota, Montana und Idaho führt, wo er nahe Sandpoint endet. Die ursprüngliche Verlängerung nach Spokane (Bundesstaat Washington) wurde aufgegeben. Er ist mit 707 Meilen die längste aller State Routes, gefolgt von der California State Route 1 (656 Meilen, 1055 km).
Montana wird – ebenfalls – in Ost-West-Richtung vom Interstate 90 ( I-90) durchzogen (552 mi, 888 km), der längsten Strecke des Highways in einem Bundesstaat. Der MT 200 verläuft nördlich des I-90. Der U.S. Highway 2 legt mit 664 Meilen (1062 km) die längste Strecke durch Montana zurück und ist dessen wichtigste nördliche Verkehrsader.

## Verlauf

### Übersicht

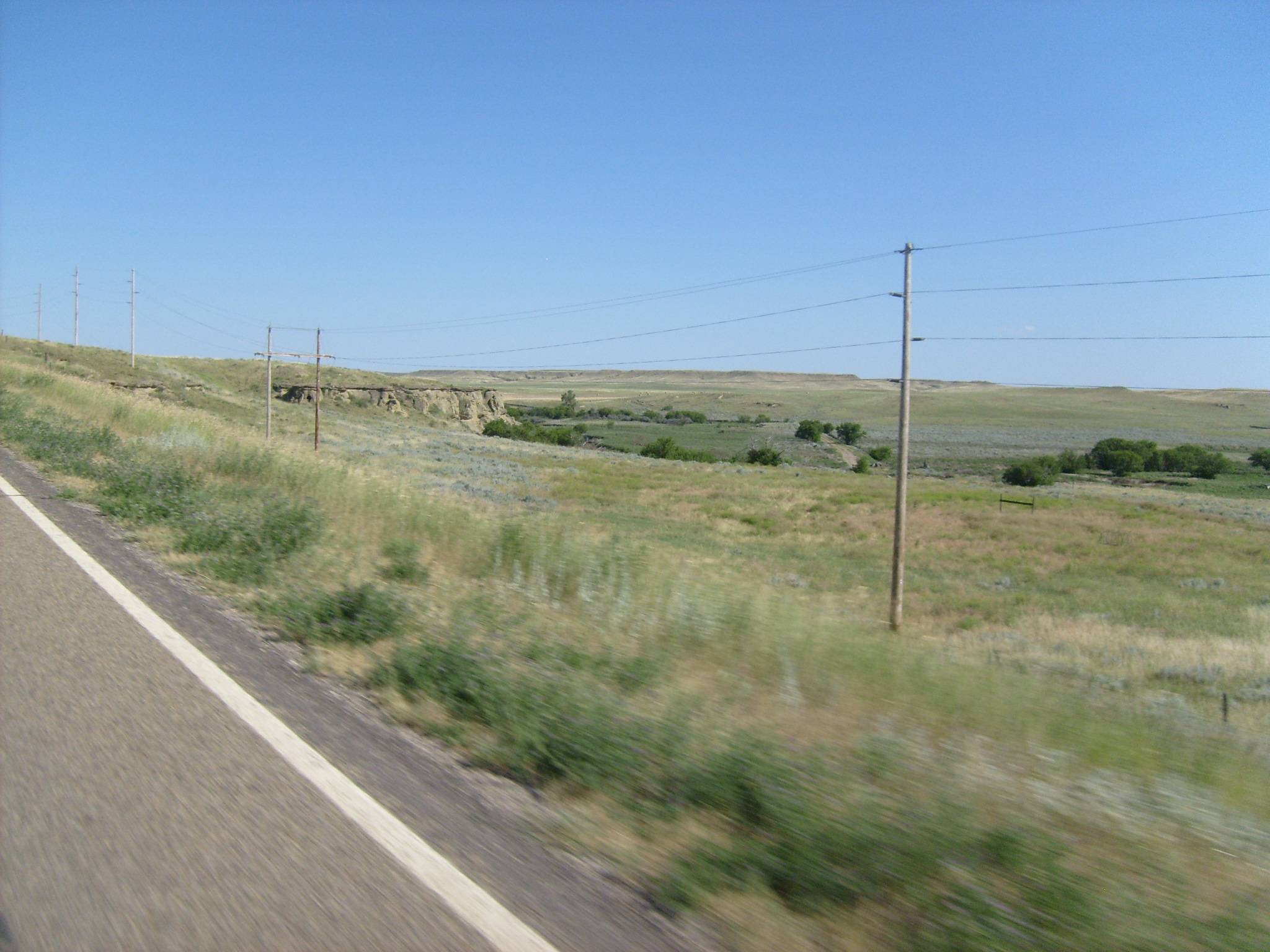
Der MT 200 zwischen Winnett und Jordan

Der Montana Highway 200 beginnt im Osten an der Grenze zu North Dakota, wo es keinen Grenzort gibt. Am Highway liegen – von Osten beginnend – die Städte Sidney, Circle, Jordan, Lewistown, Stanford, Great Falls, Missoula und Thompson Falls, bevor er im Westen an der Grenze zu Idaho – wiederum ohne Grenzort – endet.
| Ortschaft           | Entfernung in km | Entfernung in mi |
| ------------------- | ---------------- | ---------------- |
| Grenze North Dakota | 0                | 0                |
| Sidney              | 019              | 012              |
| Circle              | 120              | 075              |
| Jordan              | 106              | 066              |
| Lewistown           | 209              | 131              |
| Stanford            | 073              | 046              |
| Great Falls         | 098              | 061              |
| Missoula            | 264              | 165              |
| Thompson Falls      | 160              | 101              |
| Grenze zu Idaho     | 083              | 052              |
| gesamt              | 1132             | 707              |

Der MT 200 wird als „Montanas einsamste Straße“ bezeichnet. Die Bevölkerungsdichte in Montana liegt bei nur 2,8 Einwohnern pro km², was sich auch auf die Verkehrsdichte auswirkt. Die Hauptstadt von Montana, Helena, wird vom MT 200 nicht bedient.

### Einzelheiten

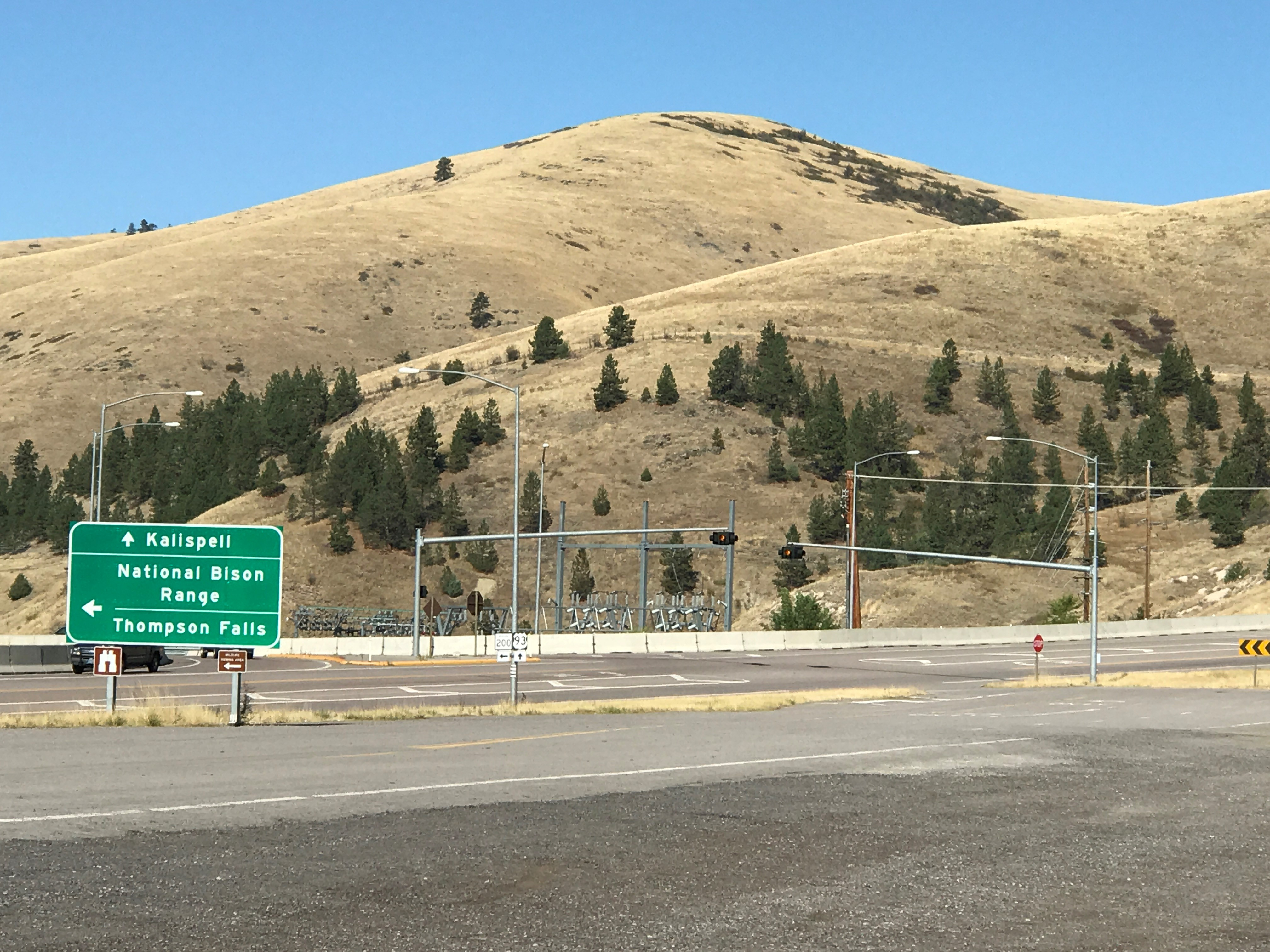
Kreuzung des U.S. Highway 93 mit dem MT 200 bei Ravalli

Der MT 200 verbindet viele kleine Ortschaften in Zentral-Montana und den weiten Ebenen von Ost-Montana mit Städten im Westen wie Great Falls und Missoula.
Etwa 19 km nach der Staatsgrenze von North Dakota folgt die Stadt Sidney, dem County Seat vom Richland County (Montana). Die nächsten 120 km nach Circle, dem County Seat des McCone County, sind repräsentativ für die Einsamkeit und geringe Bevölkerungsdichte dieser Region. Nach Lewistown folgt am MT 200 das Dorf Armington, bevor Great Falls erreicht wird. Hier trifft der MT 200 auf den  Interstate 15 ( I-15) und vereinigt sich mit diesem für 21 km (13 mi) bis Vaughn, wo sich die Wege wieder trennen.
Der MT 200 überquert zwischen Great Falls und Missoula nahe der Ortschaft Lincoln die kontinentale Wasserscheide auf dem Rogers Pass (1710 Meter), hier entspringt auf 1622 Metern Hohe der Blackfoot River, der eine Zeit lang parallel zur Straße fließt. In Ravalli kreuzt der MT 200 den U.S. Highway 93. Es folgt Thompson Falls, dem County Seat des Sanders County. Vor der Grenze zu Idaho trifft der MT 200 auf den Flathead River.

## United States Highway 200 (US State Route 200)
Der MT 200 ist Teil der Fernstraße United States Highway 200 (US State Route 200), der in folgenden Bundesstaaten in Ost-West-Richtung verläuft:
| Bundesstaat  | Straßenname | Länge in km | Länge in mi |
| ------------ | ----------- | ----------- | ----------- |
| North Dakota | ND 200      | 0665        | 0416        |
| Montana      | MT 200      | 1131        | 0707        |
| Idaho        | ID 200      | 084         | 053         |
| Minnesota    | MN 200      | 0322        | 0201        |
| gesamt       |             | 2203        | 1377        |

Die jeweiligen Hauptstädte dieser Bundesstaaten werden von der US State Route 200 nicht berührt.